# BİM
«  BIM (enseigne) » redirige ici. Pour les autres significations, voir BIM.
BİM est une enseigne de grande distribution hard discount turque créée en 1995 et présente sur trois pays avec 4 972 supermarchés en Turquie, 573 au Maroc et 140 en Égypte à fin 2015.